# Almamegretta
Almamegretta è un gruppo musicale italiano formatosi a Napoli nel 1988 (in realtà erano già attivi come Alma Megretta da un anno).
La loro musica è una miscela di trip hop, reggae, dub, rap e canzoni napoletane. Sono tra gli artisti con il maggior numero di riconoscimenti da parte del Club Tenco, con tre Targhe Tenco, ed il gruppo più premiato in assoluto.

## Storia

### Gli inizi
Nel 1988 Gennaro Tesone (Gennaro T, alla batteria) insieme a Giovanni Mantice (Orbit, alla chitarra), Gemma Aiello (al basso), Gianni Guastella (tastiere), e Patrizia Di Fiore (alla voce), conosciuta attraverso un'inserzione su un giornale, formano il gruppo Almamegretta.
Agli inizi il gruppo suona con discreto successo nei locali di Napoli, tra cui lo storico Diamond Dogs, un Rhythm and blues psichedelico con i testi in inglese.
Nello stesso anno, si aggiudicano il 1º Concorso Nazionale Gruppi Musicali Di Base - Rock Ottantotto, tenutosi presso la discoteca Marabù Music Hall di Reggio Emilia nei giorni 28 e 29 novembre, con il brano What My Brother Said. La sola testimonianza registrata del suddetto pezzo, è presente nel rarissimo LP che raccoglie le esibizioni dei gruppi finalisti (tra gli altri, i poco più che esordienti Ligabue & OraZero).
Ma quasi immediatamente Patrizia Di Fiore abbandona il gruppo; dopo la defezione, Gennaro T e Mantice riformano il gruppo nel 1991, con l'inserimento di Gennaro Della Volpe (Raiz) alla voce, proveniente da un gruppo beat/ska e, tramite questi, di Paolo Polcari (Pablo) alle tastiere.
Con Raiz inizia il lavoro di traduzione dei testi in italiano e di ri-arrangiamento dei pezzi già realizzati in chiave reggae e funky.
Al gruppo si aggiunge Massimo Severino al basso, e con questa formazione gli Almamegretta partecipano all'edizione 1991 di Arezzo Wave.
Dopo l'esibizione al festival il gruppo si impegna in un lungo periodo di prove, e dopo un cambio di formazione, Tonino Borrelli sostituisce Severino al basso, inizia le session di registrazione del primo EP Figli di Annibale.
Tra il 15 e il 19 settembre 1992 incidono Figli di Annibale per l'etichetta Anagrumba e iniziano il loro tour in giro per l'Italia.
Il disco contiene quattro canzoni: Figli di Annibale, Sanghe e anema, 'O bbuono e 'o malamente e Pace dalle sonorità marcatamente dub: tre di queste saranno poi riarrangiate e ripubblicate nell'album Animamigrante.
Il disco esce alla fine del 1992 accolto positivamente dalla critica.

### Animamigrante
Nel 1993, durante la fase di produzione del primo album Animamigrante, conoscono Stefano Facchielli (D.RaD) che dapprima collabora con il gruppo come fonico e poi entra nella band come membro a tutti gli effetti, come soundman e dubmaster. Al basso entra Mario Formisano, bassista dub-funky napoletano conosciuto anche con il nome d'arte "4mx" datogli dallo stesso Raiz. Formisano resterà nella band fino al 1998 per rientrare nel 2002 e diventarne componente storico.
Nel 1994 il disco, prodotto da Ben Young, vince la Targa Tenco come miglior opera prima.

### The Napoli Trip
Ben Young fa ascoltare Animamigrante ai Massive Attack che propongono agli Almamegretta di remixare un loro brano, Karmacoma, tratto dall'album Protection: nasce così Karmacoma (The Napoli Trip), inserito nell'EP Karmacoma e pubblicato il 20 marzo 1995.
Vengono così in contatto con Adrian Sherwood, produttore della On-U Sound. Alla fine del 1994 registrano il loro secondo album, Sanacore, tra Procida e Napoli: il missaggio è affidato a Sherwood.
Il disco esce nel 1995 e viene seguito da un tour italiano con oltre 80 date. All'album collabora anche Giulietta Sacco (con Angela Luce una delle più note interpreti della canzone napoletana) che canta nella tammurriata Sanacore. Il disco viene premiato con la Targa Tenco come miglior disco in dialetto.
Pappi Corsicato gira il videoclip del brano Nun Te Scurda', il singolo tratto dall'album. Nel 1995 Giovanni Mantice esce dalla band.
Nel 1996 esce la raccolta Indubb che contiene brani già editi ma rivisitati in chiave dub, remixati oltre che dagli Almamegretta stessi anche da Bill Laswell, Adrian Sherwood, Scorn e Frequecies.
Il 1997 vede la collaborazione con Pino Daniele alla registrazione del brano Canto do mar, presente nell'album Dimmi cosa succede sulla terra del cantautore napoletano.
Il terzo album degli Almamegretta, Lingo del 1998 e prodotto e registrato a Londra, si avvale della collaborazione di molti artisti, tra cui Pino Daniele, Laswell, Pasquale Minieri, Tommaso Vittorini, Eraldo Bernocchi e Count Dubulah, bassista dei Transglobal Underground.
Il primo disco completamente prodotto dalla band e mixato da D.RaD è 4/4 (1999), registrato negli studi milanesi di Mauro Pagani, le Officine Meccaniche e che vede ospiti, oltre a Pagani stesso, Dubulah e la cantante Sainkho Namtchylak.
Nello stesso anno avviene la prima collaborazione con Gaudi il quale remixa il brano "O mmeglio d'a vita" tratto da 4/4, mentre la band remixa il brano "Desert" tratto dall'album "Earthbound" dello stesso Gaudi.
Nel 2000 la canzone 'O sciore cchiù felice, tratta da Sanacore, fa parte della colonna sonora del lungometraggio del regista angloindiano Tarsem Singh, The Cell, con Jennifer Lopez. Paolo lascia la band e si trasferisce a Londra, dove con Gaudi e Dr. Cat dà vita al progetto Weirdub e l'uscita del loro album "Recreational", con ospite speciale Bill Laswell al basso.
Il 2001 è l'anno di pubblicazione di Imaginaria, con cui il gruppo si aggiudica per la seconda volta la Targa Tenco per il miglior disco in dialetto e la cui copertina vince l'"Italian Grammy Awards" per il miglior progetto grafico.
Il 31 dicembre gli Almamegretta suonano davanti a 70.000 persone a Napoli, in piazza del Plebiscito, per il concerto di Capodanno.
L'intensa attività dal vivo in 10 anni di carriera viene sintetizzata nell'album live del 2002, Venite! Venite! che contiene anche due inediti registrati in studio con Mauro Pagani.
Lasciano la BMG e creano una loro etichetta, la Sanacore, con cui pubblicano nel 2003 il lavoro successivo Sciuoglie 'e cane, che vede come cantanti Patrizia Di Fiore e Lucariello al posto di Raiz che ha nel frattempo abbandonato il gruppo per tentare la carriera solista. Collaborano alla registrazione del disco Marco Parente e Francesco Di Bella dei 24 Grana.

### La morte di D.RaD
Nel 2004 dopo il loro primo video-singolo Preta d'oro parte il tour invernale che subisce una triste battuta d'arresto la notte tra il 31 ottobre e il 1º novembre quando, in un incidente stradale, muore a Milano Stefano Facchielli alias "D.RaD", colui che ha creato il sound "Alma". Il tragico evento mette in seria discussione il futuro dell'intero progetto Almamegretta, che si decide tuttavia di proseguire, considerando questa scelta come un omaggio a Stefano. Il 29 dicembre all'Auditorium Parco della Musica di Roma si tiene un concerto per D.RaD, riassunto poi in un "Instant CD".
Nel 2005 pubblicano il doppio album Sciuoglie 'e cane live 2004, tratto da una serie di instant CD registrati durante il tour del 2004, che è anche l'ultima testimonianza che documenta il contributo di D.RaD agli Almamegretta.
Nel 2006 esce l'album strumentale Dubfellas e nel 2008 l'album Vulgus.

### 2009
Nel 2009 esce il nuovo CD Vulgus (Sanacore/Arealive - distr. Edel), ricco di ospiti tra cui Horace Andy, Gaudi e Raiz. Nel tour dello stesso anno, Indub Tour 2009, gli Almamegretta si presentano dal vivo con due nuovi componenti: Marcello Coleman alla voce (che resterà nella band come cantante anche negli album e tour successivi) e Neil Perch, membro fondatore degli Zion Train, alla postazione di dubmaster.

### 2010
Il 23 aprile è uscito l'album Almamegretta presents DubFellas vol.2 (Sanacore/Arealive - distr. Edel). Un nuovo capitolo del viaggio Almamegretta nell'universo Dub. È un album che mette in primo piano l'approccio sperimentale e di ricerca tipico del Dub. Anche in quest'album gli Almamegretta si avvalgono della collaborazione di Neil Perch (Zion Train) e dell'apporto vocale di Marcello Coleman, di Julie Higgins aka Princess Julianna e di Raiz. Sempre nel 2010 partecipano, con Raiz, alla colonna sonora di Passione (film dedicato alla canzone napoletana diretto da John Turturro) con un remake di Nun Te Scurda'.

### 2011
Nel 2011, per festeggiare i 20 anni di vita del gruppo, gli Almamegretta decidono di organizzare un tour, con tappe anche in Europa, intitolato «1991-2011: venti anni di dub!». Aspetto particolare è che per l'evento la band è accompagnata, in alcune tappe, da uno dei membri storici, Raiz; insieme propongono i pezzi che hanno fatto la storia del gruppo.

### 2013
Partecipano al Festival di Sanremo 2013, classificandosi al 14º posto, con i brani Mamma non lo sa ed Onda che vai, grazie alla novità introdotta in questo festival che prevedeva un'esibizione doppia alla prima serata. Il primo dei due brani viene scelto per il prosieguo della manifestazione attraverso la votazione sia del pubblico a casa, con valenza del cinquanta per cento, sia di una giuria di qualità composta da giornalisti, con valenza del restante cinquanta. Il 15 febbraio 2013, durante la serata Sanremo Story, si esibiscono sul palco del Teatro Ariston con il brano Il ragazzo della via Gluck di Adriano Celentano, insieme a Marcello Coleman, Clementino e James Senese.
Poiché nel 2009 Raiz si era convertito all'ebraismo e poiché l'esibizione coincideva col venerdì sera, lo Shabbat (il giorno sacro agli Ebrei), come osservante non poteva svolgere alcuna attività lavorativa, dato che tale precetto religioso inizia con il calar della sera il venerdì per concludersi al tramonto di sabato. Tuttavia si giunse al compromesso di far esibire il gruppo in assenza dello stesso Raiz.
Nel 2013 esce l'ultimo album degli Almamegretta Controra, con la collaborazione di James Senese, Enzo Gragnaniello e Gaudi.

### 2015
La band torna ad esibirsi sul palco del Concerto del Primo Maggio in Piazza San Giovanni a Roma, proponendo anche un omaggio a Pino Daniele con la cover di Yes I Know My Way.

### 2016
Esce EnnEnne, con etichetta Sanacore - Goodfellas, seguito da EnnEnne In Dub (uscito in CD e vinile in edizione speciale per Aldebaran Records), contenente remixes e dub versions prodotte da Dennis Bovell, Vibronics, Gaudi, Adrian Sherwood, Paolo Baldini, Manasseh, AlboDub, DJ Khalab e King of Popcorn.

### 2022
Nel marzo del 2022, il gruppo annuncia l'uscita di un nuovo album di inediti, Senghe, anticipato dal singolo Figlio (pubblicato il 21 aprile) e condiviso con il pubblico il 10 giugno seguente. Il disco, che contiene anche una cover del brano 'Na Stella di Fausto Mesolella, è stato realizzato dal complesso insieme al produttore e musicista Paolo Baldini e tratta principalmente i temi dell'ecologia e della necessità del confronto costruttivo fra le persone. A proposito del significato del titolo dell'album, in un'intervista al portale Rockol il leader Raiz ha dichiarato:

### 2025
Nel 2025 presentano il "Sanacore Live Tour", che celebra i i 30 anni dell'album Sanacore, con 8 date sui palchi di altrettante città italiane.

## Formazione

### Formazione attuale
- Gennaro T (vero nome Gennaro Tesone, nato a Mugnano di Napoli il 13 dicembre 1956) - batteria (1988[1]-presente)
- Raiz (AKA Reeno, vero nome Gennaro Della Volpe, nato a Napoli il 22 aprile 1967) - voce (1991[1]-2003, collaborazione nel 2011, 2013-presente)
- Pablo (vero nome Pier Paolo Polcari, nato a Napoli il 22 gennaio 1969) - tastiere (1992[1]-2000 e 2006-presente)
- Fefo (vero nome Federico Forconi) - chitarra (1999-2002 e 2005-presente)
- Albino D'Amato - dubbing e live sound engineer (2013?-presente)
- Paolo Baldini – basso (2021-presente)

### Ex componenti
- Giovanni Mantice (AKA Orbit o Orbital) - chitarra (1988[1]-1994 e 2002-2005)
- Patrizia Di Fiore - voce (1988[1]-1990 e 2003-2004)
- Gemma Aiello - basso (1988-1990)
- Gianni Guastella - tastiere (1988-1989)
- Massimo Severino - basso (1991-1992)
- Tonino Borrelli - basso (1992-1993)
- Alex Castiglione – chitarra (1995-1996)
- D.RaD (vero nome Stefano Facchielli, nato a Roma il 23 giugno 1966 e morto a Milano il 1º novembre 2004[13]) - campionatore ed effetti (1993[1]-2004)
- Ash (vero nome Andrea Nicoletti) - basso (1999-2001)
- Lucariello (vero nome Luca Caiazzo) - voce (2003-2008)
- Zaira (vero nome Zaira Zigante) - voce (2004-2008)
- Marina Mulopulos - voce (2006-2008)
- Neil Perch - dubmaster (from Zion Train per InduB Tour 09, 2009-2010)
- Marcello Coleman - voce (2009-2012)
- 4mx (vero nome Mario Formisano) - basso (1993-1998 e 2002-2020)
- Salvatore Zannella - percussioni (20??-2020)

## Discografia

### Album in studio
- 1993 – Animamigrante (Anagrumba/CNI/BMG, GDL 05018)
- 1995 – Sanacore (Anagrumba/CNI/BMG, GDL 07040)
- 1996 – Indubb (CNI, GDL 08060)
- 1998 – Lingo (CNI, GDL 10102)
- 1999 – 4/4 (CNI, GDL 11157)
- 2001 – Imaginaria (CNI, GDL 13199)
- 2002 – Venite! Venite! (live con 2 inediti - BMG)
- 2003 – Sciuoglie 'e cane (Sanacore)
- 2004 – Sciuoglie 'e cane live 2004 (doppio live - Sanacore)
- 2006 – Dubfellas (Sanacore)
- 2008 – Vulgus (Sanacore/Arealive, distr. Edel)
- 2010 – Dubfellas vol.2 (Sanacore/Arealive, distr. Edel)
- 2013 – Controra (con Raiz, e con la partecipazione di James Senese, Enzo Gragnaniello e Gaudi)
- 2016 – EnnEnne (Sanacore/Goodfellas)
- 2017 – EnnEnne Dub (Aldebaran Records/High Grade Entertainment)
- 2022 – Senghe (Saifam Music)

### EP
- 1993 – Figli di Annibale[3] (Anagrumba/CNI, GDS 501)
- 1994 – Fattallà (Anagrumba/CNI/BMG)
- 1996 – Sanacore Re-Prises (Anagrumba/CNI/BMG)
- 2010 – Drop & Roll[14] (Sanacore Records/Edel)

### Singoli
- 1994 – Remix (Sudd/Sole) (CNI)
- 1995 – Nun te scurda' (Anagrumba/BMG, edizione fuori commercio)
- 2001 – Fa'ammore cu'mme (RCA/BMG)
- 2010 – Nun te scurda' (Passione version) (Sanacore/Kiver)
- 2022 – Figlio (Saifam Music)

### Collaborazioni
- 1993 – Bisca/99 Posse/Almamegretta - Sott'Attacco Dell'idiozia (Century Vox/Sony)
- 1993 – Senza Tetto Non Ci Sto (con il bano Slow Heart Rubba Dub Style, compilation)
- 1995 – Massive Attack - The Karmacoma EP (con il brano Karmacoma: the Napoli trip, remixata da Ben Young)
- 1995 – Canti sudati (con una versione inedita di 'O sciore cchiù felice, mixata da Adrian Sherwood)

Compilations
- 1988 –1º Concorso Nazionale Gruppi Musicali Di Base - Rock Ottantotto (Anagrumba; Key Records; Suonimmagine srl; Playgame Music)

### Remix
- 1996 – La Crus - Remix (con il brano Lontano)
- 1998 – The different you, Robert Wyatt e noi (con il brano Re-born again cretin)
- 1999 – Gaudi - Remix (con il brano Desert)
- 2009 – What Have You Done? The Remixes (Musicaoltranza Digital)

## Videografia

### Video musicali
| Anno | Titolo              | Regista/i                                    |
| ---- | ------------------- | -------------------------------------------- |
| 1993 | Sole                | Alex Infascelli                              |
| 1994 | Fattallà            | Kevin Ridley                                 |
| 1995 | Nun te scurdà       | Pappi Corsicato                              |
| 1998 | Black Athena        | Paolo Scarfò                                 |
| 1998 | Gramigna            | Paolo Scarfò                                 |
| 1998 | Suonno              | Ago Panini                                   |
| 1999 | OreMinutiSecondi    | Ago Panini                                   |
| 2000 | Sempre              |                                              |
| 2000 | Riboulez Le Kick    | Paolo Scarfò                                 |
| 2001 | Fa' ammore cu'mme'  | Fabrizio Trigari                             |
| 2002 | Due                 | Francesco Menghini, Juan Gambino             |
| 2003 | Preta d'oro         |                                              |
| 2008 | High and Dry        |                                              |
| 2010 | Didn't Leave Nobody | Gianluca Catania                             |
| 2011 | Drop & Roll         | Andrea Casella (Studio Capta)                |
| 2013 | Mamma non lo sa     |                                              |
| 2013 | Onda che vai        |                                              |
| 2013 | La Cina è vicina    | Mauro Russo                                  |
| 2016 | 'O ssaje comm'è     | Francesco Paura                              |
| 2017 | Music Evolution     | Paolo Baldini, Alambic Conspiracy Crew       |
| 2017 | Pray                | Mario Di Maso, Mimina Di Muro, Paolo Baldini |
| 2019 | Maje (Funsui Remix) | Giuseppe Volonnino                           |
| 2022 | Figlio              | Danilo "Danjlo" Turco                        |
| 2022 | Make It Work        | Danilo "Danjlo" Turco                        |

## Premi
- 1988: Vincitori del 1º Concorso Nazionale Gruppi Musicali Di Base - Rock Ottantotto con What My Brother Said
- 1993: Premio Lo Straniero 1993 per la Musica
- 1994: Targa Tenco per la "Migliore opera prima" con Animamigrante
- 1995: Targa Tenco per la "Migliore opera in dialetto" con Sanacore
- 2001: Targa Tenco per la "Migliore opera in dialetto" con Imaginaria